# John Wayne
Pour les articles homonymes, voir John Wayne (reggae), Wayne et Morrison.
Marion Robert Morrison, dit John Wayne (/d͡ʒɑn weɪn/), est un acteur, réalisateur et producteur américain, né le 26 mai 1907 à Winterset (Iowa) et mort le 11 juin 1979 à Los Angeles (Californie).
Au cours de ses cinquante ans de carrière, il a joué dans près de 180 films, notamment des films policiers, des films de guerre et quelques comédies romantiques ; mais c'est dans ses nombreux westerns que John Wayne s'est réellement imposé, particulièrement sous la direction de deux réalisateurs : John Ford (La Chevauchée fantastique en 1939, Le Massacre de Fort Apache et Le Fils du désert en 1948, La Charge héroïque en 1949, Rio Grande en 1950, L'Homme tranquille en 1952, La Prisonnière du désert en 1956 ou encore L'Homme qui tua Liberty Valance en 1962) et Howard Hawks (La Rivière rouge en 1948, Rio Bravo en 1959, El Dorado en 1966 ou Rio Lobo en 1970). Il a tourné également plusieurs films sous la direction d'Henry Hathaway, dont Cent Dollars pour un shérif en 1969, qui lui valut en 1970 l'Oscar du meilleur acteur (l'unique Oscar de sa carrière).
En 1960, il passe derrière la caméra pour réaliser une fresque historique d'envergure, Alamo, relatant les derniers jours de Davy Crockett et ses compagnons lors de la Révolution texane. Huit ans plus tard, il coréalise Les Bérets verts (1968), film engagé justifiant l'intervention américaine au Viêt Nam. Ses deux réalisations ont reflété l'engagement personnel de John Wayne, républicain et ardent patriote.
Classé 13e plus grande star de légende par l'American Film Institute en 1999, John Wayne a certainement été l'un des acteurs les plus représentatifs du western, une incarnation à lui seul de l'Amérique conquérante.
Surnommé « The Duke » (« le Duc »), il reste encore aujourd'hui, grâce à ses films, le symbole d'une ostensible masculinité. Il a interprété ce rôle d'homme viril, dur, solitaire et quelque peu machiste, mais généreux et au cœur sensible, tout au long de sa carrière, et ces rôles ont fini par influencer son comportement dans la vie, ses engagements allant de plus en plus vers le Parti républicain. Il déclara : « J'ai joué John Wayne dans tous mes films et ça m'a plutôt pas mal réussi. »

## Biographie

### Les jeunes années

#### Enfance et scolarité

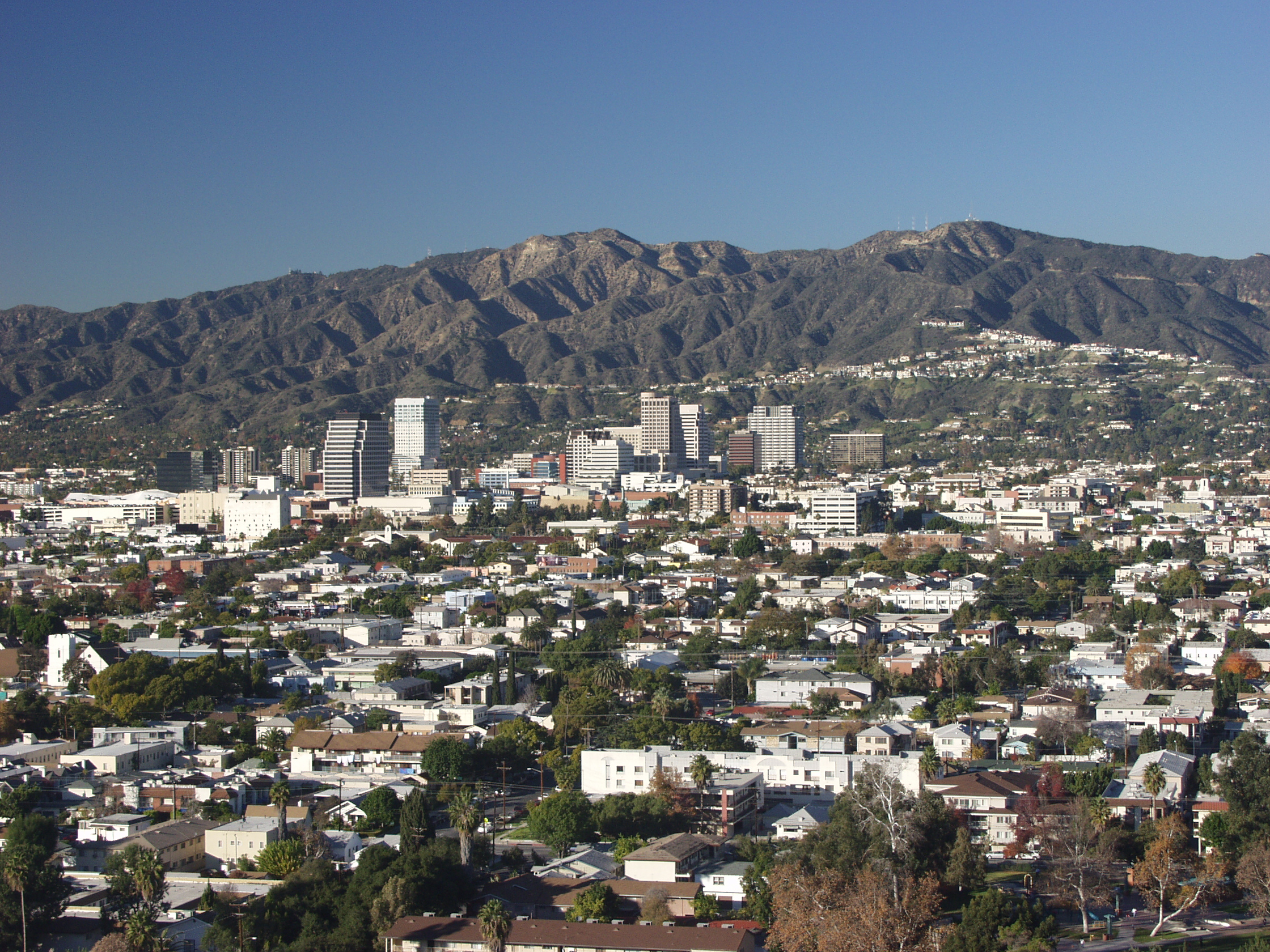
Glendale aujourd'hui, où vécut John Wayne de 1916 à 1924.

Né dans une famille modeste et presbytérienne, le jeune Marion est le fils du pharmacien Clyde Leonard Morrison (1884–1937), d'ascendance irlandaise et écossaise, fils d'un vétéran de la guerre de Sécession, et de Mary Alberta Brown (1885–1970), d'origine irlandaise.
En décembre 1911 naît son frère Robert, ses parents changent alors son identité en Marion Mitchell Morrison (toutefois il a souvent affirmé que son vrai nom aurait été Marion Michael Morrison). Peu après, son père, atteint de lésions aux poumons, est contraint de « changer d'air » pour sa santé. Il met en vente sa pharmacie et achète une maison délabrée en Californie près du désert des Mojaves, à Palmdale, et des terres où il décide de faire pousser du maïs. Sa femme et ses enfants le rejoignent en 1914. « C'était une misérable baraque. Ni gaz, ni électricité, ni eau courante. [...] Nous étions absolument coupés du monde. » Pour aider son père, il apprend à se servir d'un fusil et à monter à cheval. « Je suis très à l'aise en selle, mais je ne suis pas amoureux des chevaux. Ils sont seulement utiles dans une ferme ou pour tourner un film. »
Lassée du climat rude et de la pauvreté de la famille, Mary Morrison pousse son mari à tout vendre. Ils partent à Glendale, faubourg de Los Angeles, en 1916, où le père trouve un emploi dans une pharmacie. Ils déménagent régulièrement, s'installant à chaque fois dans une maison plus petite. Marion devient vite un bon élève, lisant beaucoup à la bibliothèque municipale. À 12 ans, il enchaîne, en parallèle des cours, des petits emplois : livreur de journaux, livreur, ouvreur du cinéma Palace.
Son premier vrai souvenir d'un film est probablement Les Quatre Cavaliers de l'Apocalypse avec Rudolph Valentino. Grâce à son emploi d'ouvreur, il voit beaucoup de films, dont des westerns avec Harry Carey ou des films d'aventures avec Douglas Fairbanks. Il se lie d'amitié avec Bob Steele, future star de westerns des années 1920. C'est aussi dès cette époque que Marion est surnommé « Big Duke » en référence à son chien, « Little Duke », qu'il emmène partout avec lui. Au collège, il appartient aux clubs sportifs et culturels, et fait du théâtre, non comme acteur, mais comme accessoiriste. Ses rares performances d'acteur ne sont pas convaincantes, il est pétrifié par le trac.

#### Sportif et accessoiriste
En 1924, l'université du Sud de la Californie décide de recruter les meilleurs éléments des clubs alentour pour sa propre équipe de football, les Trojans, dont Marion Morrison. Pouvant faire ses études gratuitement grâce à une bourse sportive, il est aussi initié à une fraternité, Sigma Chi. Il rencontre peu après la vedette Tom Mix, qui assiste à tous les matchs de l'équipe. Appréciant la carrure du jeune homme (John Wayne mesure 1,93 m), il lui offre un rôle dans un film qu'il doit tourner quelques mois après. Entre-temps, lors d'un week-end à Balboa, Morrison est victime d'un accident de bodysurf : il se déchire un muscle de l'épaule après une chute qui le fait entrer en contact avec le fond. Il tente vainement quelque temps de continuer le football, mais est évincé de l'équipe, avec toutefois un diplôme de la Fédération de football. Il n'y joua plus jamais. L'été au studio, la star méprise le jeune Morrison, qui est toutefois engagé, mais comme accessoiriste.

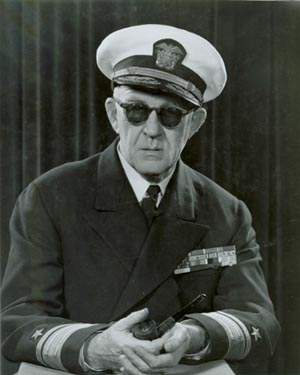
La rencontre avec John Ford fut décisive pour la carrière de John Wayne, même si c'est Raoul Walsh qui lui confia son premier grand rôle.

Après une figuration sur le film The Drop Kick, il est appelé sur le tournage de Maman de mon cœur, dirigé par John Ford, réalisateur déjà respecté à Hollywood. Celui-ci décide un jour de provoquer gentiment le jeune footballeur Morrison en le faisant se mettre en position, puis en lui faisant mordre la poussière. La pareille que lui rendit aussitôt le jeune homme le fait grimper dans l'estime du réalisateur. Il l'embauche d'ailleurs comme acteur sur son film suivant, La Maison du bourreau, dans un petit rôle de paysan condamné par un juge. John Ford le fait d'abord renvoyer à cause de son comportement (il fut pris d'un fou rire), puis le rappelle et tourne la scène.
À partir de 1928, Morrison décide de ne plus aller à l'université. N'ayant plus la bourse accordée grâce à l'équipe de football, il ne peut s'offrir les cours. Il retourne à la Fox et devient accessoiriste pendant trois ans. « J'ai été menuisier, manœuvre, électricien, charpentier, peintre et tapissier. J'ai tout fait, je connais tous les problèmes du métier et les trucs pour les résoudre  » Il travaille alors de nouveau avec John Ford et d'autres réalisateurs, et fait un peu de figuration, notamment dans Words and music, Rough Romance ou Cheer Up and Smile. Dans Salute, il se confronte pour une des premières fois à un autre étudiant footballeur voulant participer au film de Ford, Wardell Bond. Dans Hommes sans femmes, il est engagé comme cascadeur, mais payé au tarif d'un accessoiriste.

#### Le faux départ
Le cinéma parlant a rendu difficile la réalisation de westerns. Pourtant le réalisateur Raoul Walsh prouve le contraire en coréalisant In Old Arizona qui obtient un gros succès. La Fox voulut alors lui confier la réalisation d'un grand western, au budget d'un million de dollars. Tyrone Power et Ian Keith, des acteurs de théâtre, sont engagés. Pour le rôle principal, on sollicite Gary Cooper, mais il est indisponible car sous contrat avec Samuel Goldwyn. Walsh remarque alors par hasard cet accessoiriste qui décharge un camion, Duke Morrison, et décide de lui faire faire un bout d'essai. Le producteur délégué et le réalisateur décident juste après de lui faire changer de nom. Par admiration pour le général Anthony Wayne, on lui trouve un nom. Et tout bêtement parce que « John » faisait Américain et simple, on lui donne ce prénom. Ainsi Duke Morrison devint John Wayne, sans même avoir été consulté.
Le tournage de La Piste des géants commence à Yuma. Wayne fut victime d'une dysenterie qui l'oblige à un régime et lui fit perdre trois semaines de tournage. Le film est tourné en 70 mm, près de vingt ans avant le CinemaScope. La première mondiale a lieu le 24 octobre 1930 dans un grand cinéma de Hollywood et la société de production fait faire à sa nouvelle vedette une promotion mensongère, lui inventant une nouvelle biographie. Malgré les moyens mis en œuvre, le film est un échec notoire et la conséquence pour John Wayne est de redevenir un acteur méconnu, sous contrat, à 75 dollars la semaine. De plus, il se fâche quelque temps avec John Ford.

### Les années 1930: entre échecs et nouveau départ

#### Un acteur de séries B

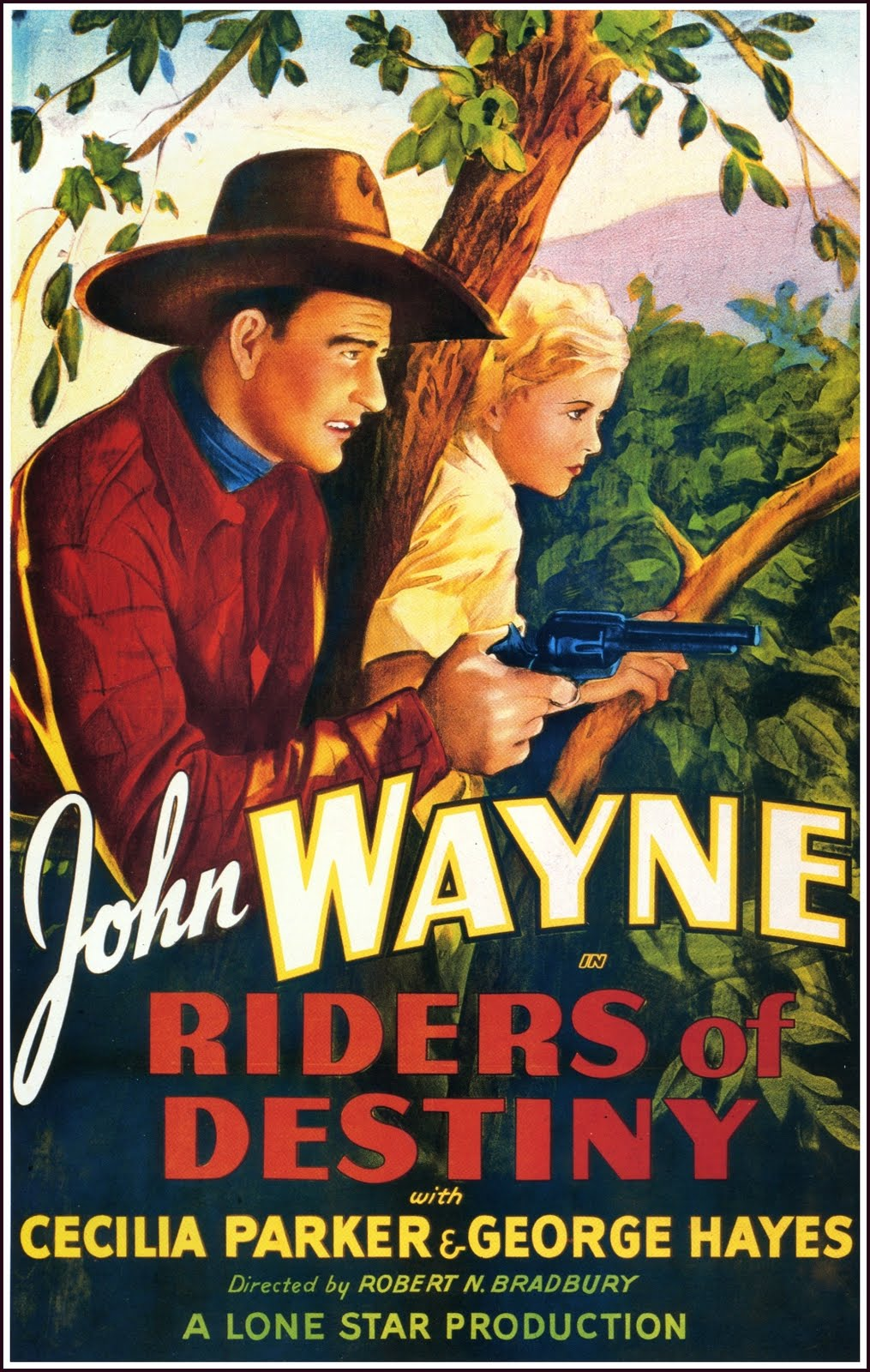
Les Cavaliers du destin (1933).

Duke est engagé en 1930 pour tourner Girls Demand Excitement, une comédie dramatique dirigée par Seymour Felix, un chorégraphe de New York parfaitement inexpérimenté, avec Virginia Cherrill. Il enchaîne, avec Loretta Young, Three Girls Lost. Présenté le 1er mai 1931, le film est ainsi résumé par un critique : « Tout cela est assez idiot ! » La Fox ne renouvelle pas le contrat de John Wayne, qui est embauché par Harry Cohn, grand patron de la Columbia, qui lui fait tourner un autre film sans intérêt, Men Are Like That. Ces films permettent toutefois à Wayne de se faire un public, quand une brouille avec Cohn lui fait perdre son statut de vedette, et il devint un second rôle, au profit de Tim McCoy notamment. Il n'oublia jamais cette offense et, devenu une grande vedette, refusa toujours de tourner pour la Columbia.
La mode est aux films d'aviation. John Wayne, qui vient de prendre un agent, Al Kingston, tourne L'ombre d'un aigle. C'est sur ce tournage qu'il rencontre Yakima Canutt, qui va devenir l'un des cascadeurs les plus connus du cinéma américain. Il enchaîne avec The Hurricane Express où il interprète un aviateur décidé à venger son père, tué dans un accident de chemin de fer. Le 24 juin 1933, il se marie enfin à celle qu'il aime depuis des années, Josie (Josephine Saenz), dont l'amie, Loretta Young, lui permet d'obtenir un petit rôle, celui d'un boxeur, dans La Vie de Jimmy Dolan avec Douglas Fairbanks. Al Kingston arrange ensuite un entretien avec Trem Carr et Leo Ostrow qui vient de fonder la société Monogram Pictures et Duke se voit offrir un contrat de huit westerns par an, payés 2 500 $.
Il tourne la même année Les Cavaliers du destin où il est un cow-boy chantant. Exaspéré par cette expérience humiliante, il déclara plus tard que sa chansonnette en play-back lui donnait l'impression « d'être une foutue pédale ». Pourtant cette époque laisse à Wayne de bons souvenirs. Il déclarera plus tard : « D'avril à septembre on travaillait comme des dingues pour fournir de la pellicule aux petites salles qui achetaient la production en bloc et d'avance. Puis, à la fin de l'été, je filais chasser la palombe. Ensuite c'était la saison des oies sauvages et des canards. […] Oui c'était le bon temps. »

#### De nouvelles expériences navrantes

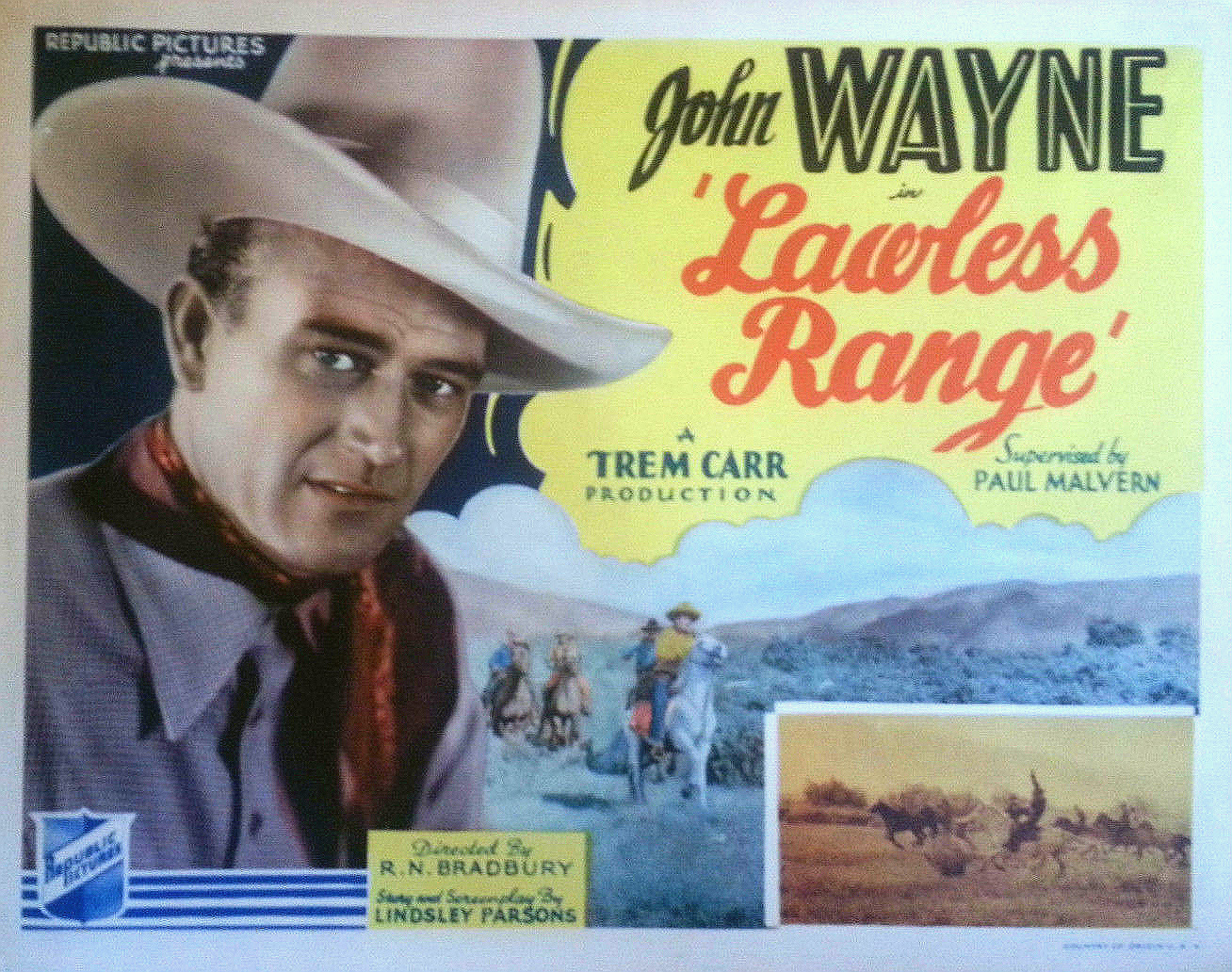
Lawless Range (1935).

Marié et devenu père, John Wayne refuse un nouveau contrat de 24 000 $ proposé par Herbert J. Yates pour Monogram Pictures parce que las de vivre loin de sa famille et de ses enfants. Il s'essaye sans succès à la gestion d'une agence immobilière. Puis, sous le nom de Duke Morrison, il devient boxeur et fait quelques combats dans le Nevada, encore une fois sans grand succès.
Résolu à revenir au cinéma, il tente de se faire remarquer par Cecil B. DeMille, en vain. Son ami Paul Fix lui propose alors une pièce de théâtre, Red Sky At Evening, avec Sally Blane. D'abord enthousiasmé, il déchante assez vite, se rappelant ses navrantes expériences de jeunesse. La seule et unique représentation est un désastre : ayant vidé une bouteille de whisky pour se donner du courage, Wayne entre sur scène ivre, oubliant ses répliques et demandant : « Où suis-je> ? »
Il reprend alors le chemin des studios et tourne pour Universal quelques films où il abandonne son personnage de cow-boy. Entre 1936 et 1937, il tourne ainsi Les Écumeurs de la mer (Sea Spoilers), Conflit (Conflict) où il joue un boxeur, Chasseurs d'images (I Cover the War) dans le rôle d'un reporter, et L'Idole de la foule (Idol of the Crowds). Produits à coûts réduits, ces films sont des échecs cuisants. Son public fidèle ne veut le voir qu'en cow-boy, sachant se battre et manier le pistolet. Il revint alors vers Herbert J. Yates et tourne d'autres films médiocres, dont certains ne sortirent qu'une fois John Wayne devenu une star.

#### «Sauvé» par John Ford

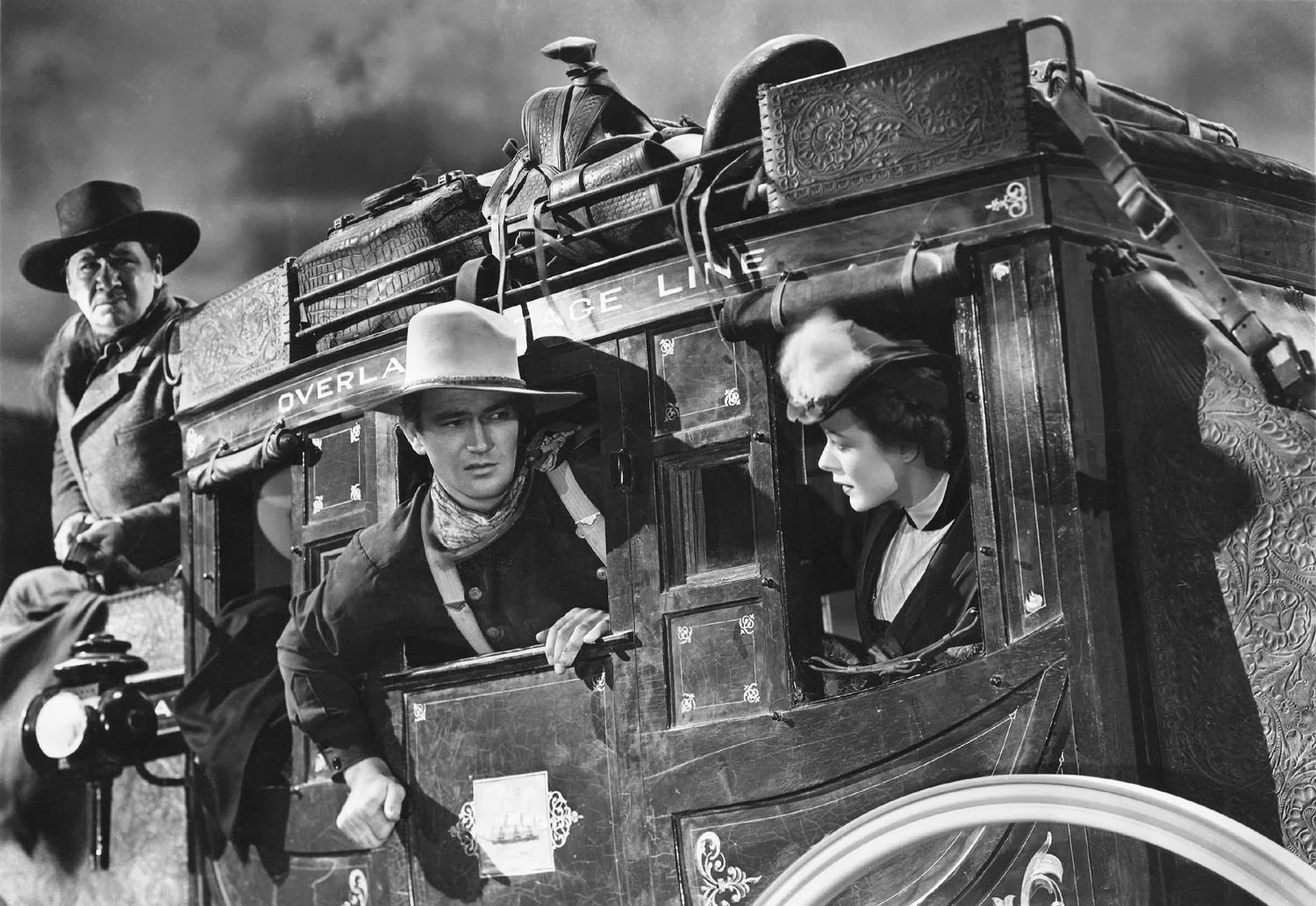
La Chevauchée fantastique (1939).

À l'été 1937, John Ford invite Wayne à bord de son bateau, l'Araner, et lui donne à lire un scénario de Dudley Nichols, La Chevauchée fantastique, pour avoir son avis quant à l'acteur qui pourrait endosser le premier rôle. Vexé, il propose néanmoins Lloyd Nolan. Ce n'est que le lendemain que Ford lui demande : « Idiot, tu penses que tu ne pourrais pas jouer le rôle ? » Mais les producteurs envisagent plutôt des vedettes confirmées : Gary Cooper et Marlène Dietrich. Le réalisateur réussit finalement à imposer Wayne et Claire Trevor, ainsi que d'autres acteurs expérimentés, tels que Thomas Mitchell et George Bancroft.
Le film est tourné d'octobre à décembre 1938, avec un budget modeste. Quelques scènes sont filmées à Monument Valley, le reste en Californie. Yakima Canutt double John Wayne, notamment lors de la grande attaque de la diligence. Ce dernier est tout au long du tournage tyrannisé par le réalisateur, Ford le reprenant sans cesse sur sa façon de marcher, de jouer, de parler. « Je l'aurais tué. Il me mettait en rage. Mais Ford savait ce qu'il faisait. Il savait que j'avais honte d'être un cow-boy de westerns de séries B et de me retrouver là, en compagnie de ces grandes vedettes. » Ford offre à son acteur vedette « l'une des plus belles entrées de star de l'histoire du cinéma », avec son fameux mouvement de caméra laissant apparaître Ringo Kid, une selle dans une main, un fusil dans l'autre.
La Chevauchée fantastique est un succès et reçoit sept nominations aux Oscars du cinéma. Les conséquences sont nombreuses : le western comme genre de cinéma est réhabilité (le critique Frank S. Nugent écrit : « Dans un grand geste superbe, John Ford a balayé dix ans d'artifice et de compromis et a réalisé un film qui fait chanter la caméra ») et John Wayne sort enfin de l'impasse dans laquelle il se trouvait depuis le début des années 1930.

### 1940-1951: L'affirmation d'un héros de cinéma américain

#### Des retrouvailles professionnelles
Le succès international de La Chevauchée fantastique permet à John Wayne de devenir une star, auprès du public et des réalisateurs. Son salaire est multiplié par trois, puis par onze en 1946, et il devient alors un des acteurs les plus chers avec Gary Cooper ou Clark Gable.
Il retrouve le réalisateur Raoul Walsh en 1940 pour un western sur fond de guerre civile, L'Escadron noir, avec Claire Trevor. La même année, il est engagé pour incarner un Américain accueillant des réfugiés allemands fuyant le régime nazi dans Les Déracinés, et tourne pour John Ford Les Hommes de la mer. Tourné rapidement et pour un coût relativement modeste, le film n'est pas un succès public. De plus, Wayne n'est toujours pas pris au sérieux par le réalisateur qui ne le croit pas capable de jouer des rôles plus complexes. Il tourne un dernier film cette année 1940, La Maison des sept péchés, première collaboration avec Marlène Dietrich, avec qui il s'entendit à merveille.

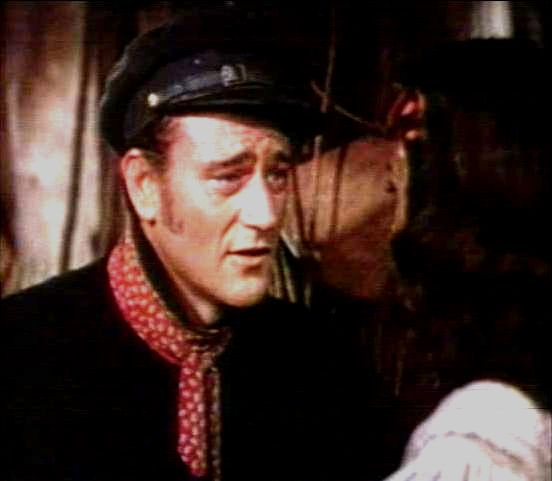
Les Naufrageurs des mers du Sud (1942).

Contacté par le réalisateur Cecil B. DeMille, Wayne, qui n'a pas oublié sa première rencontre infructueuse avec lui, refuse de jouer dans son film, et lui adresse une longue notice visant à modifier le scénario. DeMille le rappelle, John Wayne se fait prier et, après plusieurs discussions, DeMille obtient que John Wayne tourne, en compagnie de Ray Milland et Paulette Goddard, dans Les Naufrageurs des mers du Sud, l'histoire d'un pilleur d'épaves dans les Caraïbes. Le tournage fut agréable, l'entente parfaite, ce qui fit déclarer à Wayne : « Après avoir tourné avec lui, j'ai pu garder la tête haute, en dépit des films dégueulasses que je devais faire pour Republic. » L'année 1942 vit également Lady for a Night, de Leigh Jason avec Joan Blondell pour partenaire.

Après l'entrée en guerre des États-Unis, John Wayne voulut s'engager pour combattre en Europe. Mais, marié et père de quatre enfants, il voit sa demande rejetée à plusieurs reprises. Sa participation se réduit alors à des visites dans des camps. Il déclara plus tard : « J'ai toujours eu honte de ne pas avoir combattu. Lorsque j'interprète un officier à la tête de son commando, j'ai une piètre opinion de moi-même. »

#### Patriote et soldat au cinéma
Il retrouve Marlène Dietrich en 1942 dans une nouvelle adaptation du roman de Rex Beach, Les Écumeurs, avec un jeune premier, Randolph Scott, puis dans La Fièvre de l'or noir, qui connaît un accueil chaleureux de la part du public. Wayne incarne également un pilote de l'armée américaine combattant les Japonais dans Les Tigres volants, film de propagande réalisé par David Miller. Sacramento, un nouveau western, est choisi par John Wayne car il doit y incarner un pharmacien, une manière de rendre hommage à son père décédé en 1938.
Les années suivantes, John Wayne tourne une série de films de guerre : Quelque part en France de Jules Dassin où il incarne un pilote réfugié en Normandie, puis Alerte aux marines. Aux côtés d'Anthony Quinn, il joue un colonel américain luttant avec les résistants philippins dans Retour aux Philippines. Républicain et patriote, Wayne critiqua par la suite le travail du réalisateur Edward Dmytryk, qui fut lié au parti communiste et figura sur la liste des Dix d'Hollywood, ainsi que le scénario. Il retrouve ensuite John Ford pour Les Sacrifiés — qui se déroule pendant la guerre du Pacifique — aux côtés d'un jeune acteur, Robert Montgomery. Le film rapporte de l'argent et se classe parmi les vingt plus gros succès de l'année.
Entre-temps, John Wayne revint au western dans L'Amazone aux yeux verts, oubliant sa déclaration de ne plus jamais en tourner. Scénarisé et interprété par son ami Paul Fix, le film impose durablement l'image virile, nonchalante et misogyne de son personnage. En revanche, King Vidor ne peut le diriger avec Hedy Lamarr dans Duel au soleil (1946), western lyrique et exacerbé finalement interprété par Gregory Peck et Jennifer Jones et devenu un classique. Il enchaîne par la suite quelques films passés inaperçus, La Femme du pionnier, Sans réserve avec Claudette Colbert et L'Ange et le Mauvais Garçon. Pour faire « rentrer l'argent », il tourna également Taïkoun, de nouveau avec Anthony Quinn. En 1948, John Wayne, devenu une vedette importante, fait partie des acteurs préférés du public américain, avec Clark Gable, Gary Cooper et Humphrey Bogart.

#### Hawks, la Cavalerie et le Pacifique

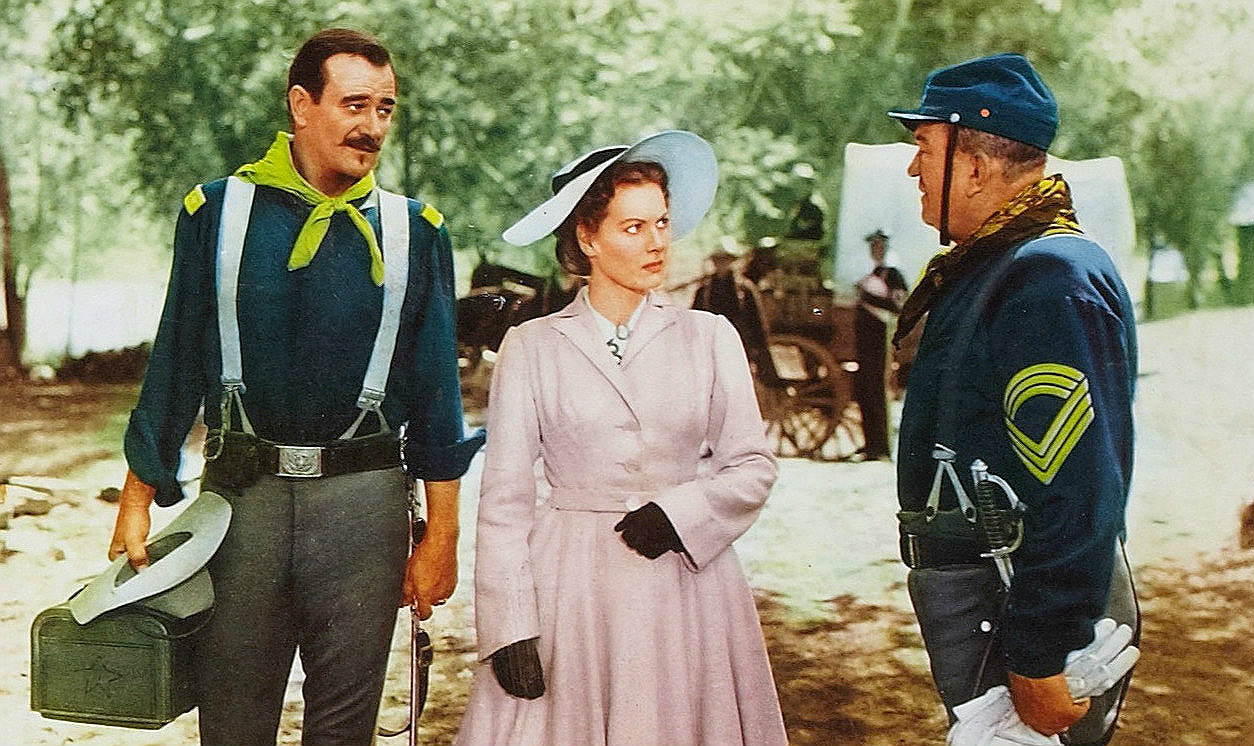
John Wayne, Maureen O'Hara et Victor McLaglen dans Rio Grande (1950).

En 1947, John Ford réalise le premier volet d'une trilogie consacrée à la cavalerie américaine, Le Massacre de Fort Apache avec pour vedettes Henry Fonda et John Wayne dans un rôle d'officier « humain et pacifiste ». Tourné à Monument Valley pour un budget modeste, le film réunit également Ward Bond et Victor McLaglen. John Wayne, habitué aux humeurs du réalisateur, est un soutien psychologique précieux pour le jeune John Agar, martyrisé par Ford. L'accueil public est chaleureux. Il enchaîne avec un rôle de nouveau refusé par Gary Cooper, celui de Tom Dunson dans La Rivière rouge de Howard Hawks qui signe là son premier western. Dans un rôle de cow-boy dur et brutal, Wayne a pour partenaire Montgomery Clift avec qui il ne s'entend pas immédiatement. Ce film tourné en extérieurs est également un grand succès, rapportant plus de dix millions de dollars. Et s'il ne fut pas récompensé[précision nécessaire], John Wayne impressionna John Ford qui déclara par la suite à Hawks : « Je ne savais pas que ce grand fils de pute pouvait jouer ».
En 1948, Ford engage à nouveau John Wayne pour Le Fils du désert, film en technicolor avec Harry Carey Jr., tourné dans la vallée de la Mort. Wayne tourne ensuite deux films, Le Réveil de la sorcière rouge avec Gail Russell et Le Bagarreur du Kentucky avec Oliver Hardy, western sans moyens. Deuxième épisode de la trilogie de la cavalerie de Ford, La Charge héroïque est tourné en 1949 à Monument Valley et remporte un grand succès. L'année suivante, Rio Grande, dernier volet de la trilogie, le met en scène aux côtés de Maureen O'Hara qui devint une partenaire fidèle en même temps qu'une grande amie.
John Wayne enfile de nouveau l'uniforme de l'armée américaine dans trois films : Iwo Jima de Allan Dwan, pour lequel il est nommé aux Oscars, Opération dans le Pacifique puis Les Diables de Guadalcanal de Nicholas Ray (qui désavoua le film par la suite, au même titre que Wayne qui le considérait comme une œuvre mineure), clôturant ainsi sa série de films en hommage aux combattants de la guerre du Pacifique.

### 1952-1959: Une incarnation de l'Amérique à l'écran, un héros aux multiples visages

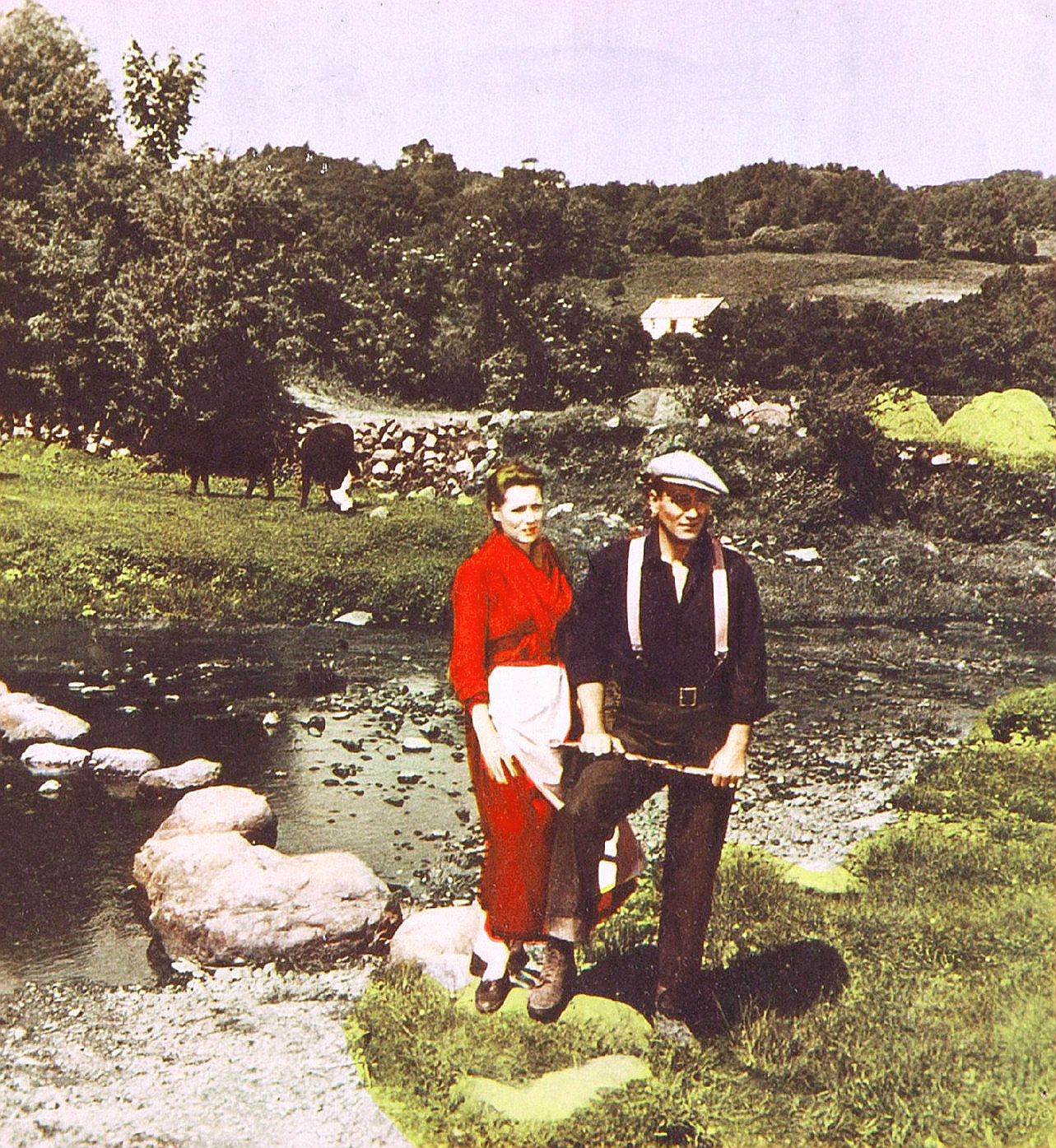
Maureen O'Hara et John Wayne dans L'Homme tranquille (1952).

En 1952, John Wayne partage à nouveau l'affiche avec Maureen O'Hara et John Ford. Si Ford ne peut engager le couple d'acteurs pour son adaptation de What Price Glory (qu'ils ont joué sous sa direction sur scène), ils se consolent largement avec L'Homme tranquille, tourné en Irlande (terre des ancêtres du réalisateur), pour un budget dérisoire. Le film, qui raconte le retour d'un boxeur américain dans son pays d'origine, est un gros succès commercial dans le monde entier et remporte l'Oscar du meilleur film. Big Jim McLain, réalisé la même année par Edward Ludwig, le met dans la peau d'un enquêteur de la Commission sur les activités anti-américaines au service du sénateur McCarthy.
L'Homme de bonne volonté, réalisé en 1953 par Michael Curtiz, ne remporte pas le succès espéré et oriente de nouveau John Wayne vers des films héroïques. Sous la direction de William Wellman, il tourne Aventure dans le Grand Nord, qu'il coproduit, et refuse un rôle principal dans Géant (qui fut interprété par Rock Hudson). Également coproducteur de Hondo, l'homme du désert, il est obligé de reprendre le rôle-titre, la vedette du film Glenn Ford étant en désaccord avec le réalisateur, puis retrouve l'équipe de Aventure dans le Grand Nord pour un nouveau film catastrophe, Écrit dans le ciel, qui est un grand succès public. Nommé aux Oscars, seule la musique de Dimitri Tiomkin reçoit la récompense. Si sa collaboration avec Lana Turner pour Le Renard des océans est houleuse, en revanche il s'entend à merveille avec Lauren Bacall sur le tournage de L'Allée sanglante, qui connaît un succès immédiat.

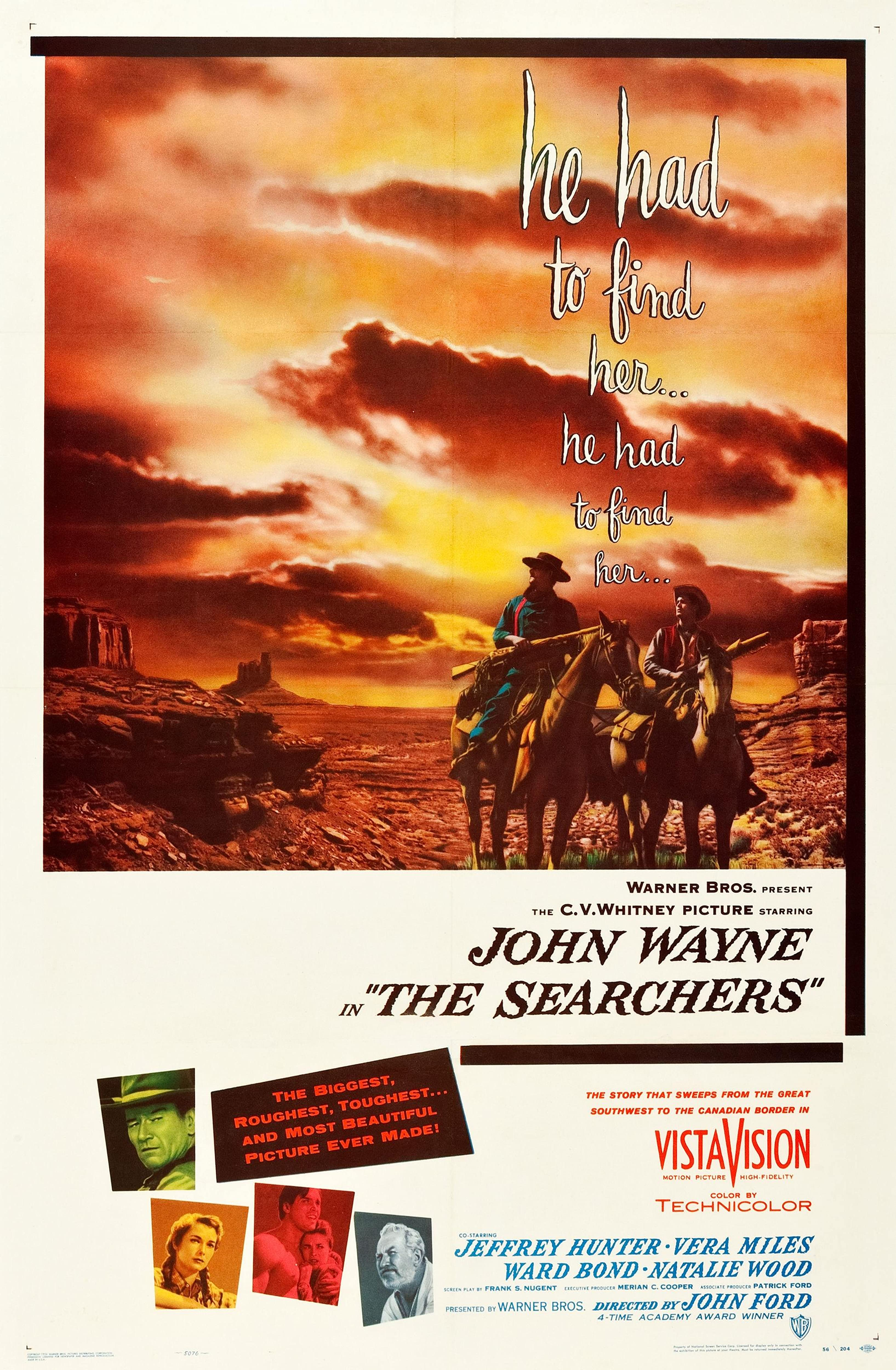
La Prisonnière du désert a été désigné plus grand western de tous les temps par l'American Film Institute.

Le tournage du Conquérant en 1956 est éprouvant. Produit par Howard Hughes et réalisé par Dick Powell, il met en scène John Wayne dans le rôle du chef asiatique Gengis Khan, avec Susan Hayward pour partenaire. Tourné près d'un site d'essais nucléaires, il est probablement à l'origine du cancer de l'acteur (et d'une grande partie de l'équipe du film),,. En outre, il fut un lourd échec au box-office. La même année, Wayne tourne un nouveau western sous la direction de John Ford, La Prisonnière du désert. Tourné sur deux saisons (l'hiver et l'été), à Monument Valley notamment, le film permet à John Wayne de créer un personnage sombre et violent. Le film est un énorme succès et plusieurs critiques louent le travail du réalisateur. En outre, il est aujourd'hui considéré par l'American Film Institute comme le plus grand western de tous les temps.
En 1957, de nouveau avec Ford, il tourne L'aigle vole au soleil, un film de guerre adapté de la biographie du héros Frank Wead, avant d'enchaîner avec un film d'espionnage, Les espions s'amusent. Mise en scène par Joseph von Sternberg, avec l'actrice Janet Leigh, cette comédie d'espionnage est considérée par John Wayne comme étant son plus mauvais film. L'année suivante, il forme un couple à l'écran avec Sophia Loren dans La Cité disparue, tourné en partie en Italie par Henry Hathaway, puis entame le tournage du Barbare et la Geisha, sous la direction de John Huston. Les relations furent souvent tendues entre les deux hommes et le film est un échec. Wayne est de nouveau engagé par Howard Hawks pour jouer dans Rio Bravo, aux côtés de Dean Martin et Rick Nelson. Construit comme l'opposition scénaristique du Train sifflera trois fois, le film est un gros succès populaire et critique. Son nouveau projet avec John Ford et William Holden, Les Cavaliers, fut difficile : le scénario était complexe, le réalisateur vieillissant et des tensions intervinrent entre les sociétés de production et un cascadeur se tua sur le tournage.

### 1960-1976: La fin du géant

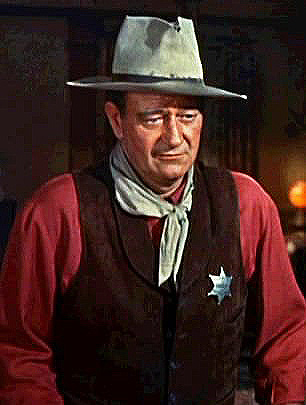
John Wayne dans Rio Bravo (1959).

John Wayne réalise en 1960 Alamo, une fresque historique dans laquelle il incarne Davy Crockett. Néanmoins, le scénariste se permit quelques libertés par rapport aux causes et au déroulement de la bataille car John Wayne, en réalisant ce film, souhaitait montrer l'abnégation des hommes à défendre une cause qui leur semble juste, telle la république ou la liberté.
L'acteur reste fidèle au western et retrouve à plusieurs reprises Henry Hathaway (1960 : Le Grand Sam avec Stewart Granger, 1965 : Les Quatre Fils de Katie Elder avec Dean Martin, 1969 : Cent Dollars pour un shérif - film pour lequel il obtient l'unique Oscar de sa carrière), Howard Hawks (1966 : El Dorado avec Robert Mitchum, 1970 : Rio Lobo avec Jennifer O'Neill), et bien sûr Ford pour L'Homme qui tua Liberty Valance (1962) face à James Stewart, plus tard tournant beaucoup avec Andrew V. McLaglen (1963 : Le Grand McLintock qui réunit Wayne avec Maureen O'Hara et Yvonne De Carlo, 1969 : Les Géants de l'Ouest face à Rock Hudson, 1970 : Chisum, 1973 : Les Cordes de la potence).

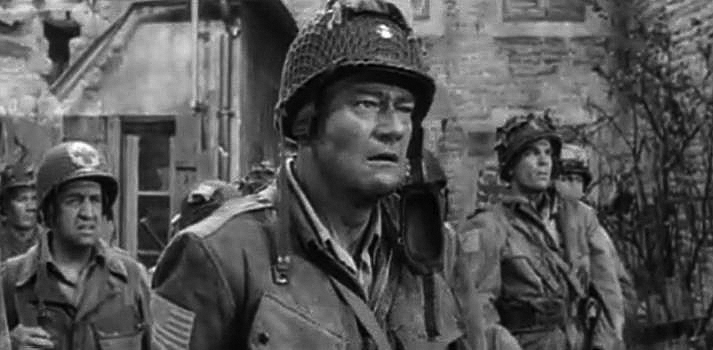
Dans Le Jour le plus long (1962).

La star continue de privilégier le film d'aventure : exotique (en 1962 Hatari ! de Hawks), de guerre (en 1962 Le Jour le plus long, en 1965 Première Victoire d'Otto Preminger avec Kirk Douglas, en 1966 L'Ombre d'un géant avec Yul Brynner et Frank Sinatra). Il participe aux superproductions Le Plus Grand Cirque du monde d'Hathaway (1964) avec Rita Hayworth et Claudia Cardinale et La Plus Grande Histoire jamais contée de George Stevens (1965) où il incarne le centurion qui conduit Jésus-Christ sur le mont Golgotha où il sera crucifié. Finalement il ne se détend vraiment à l'écran que chez Ford, dans La Taverne de l'Irlandais (1963).
Il revient à la mise en scène en 1968 avec Les Bérets verts (coréalisé avec Ray Kellogg), où John Wayne justifie l'intervention militaire américaine au Viêt Nam, une guerre alors fortement contestée. Le film suscite des réactions et des manifestations internationales.
Miné par la maladie, mais toujours très actif, il s'offre un dernier tour avec sa partenaire favorite, Maureen O'Hara, dans Big Jake en 1971, que Wayne coréalise avec George Sherman, et un duel avec une autre géante, Katharine Hepburn, dans le western humoristique Une bible et un fusil (1975).
Sur le tard, il tourne deux policiers : Un silencieux au bout du canon de John Sturges (1974) et Brannigan (1975).
En 1976, il tourne son ultime film, un western au titre français évocateur : Le Dernier des géants, dirigé par Don Siegel, où il retrouve James Stewart et Lauren Bacall, et incarne un vieux cow-boy atteint d'un cancer, qui choisit de mourir l'arme au poing, plutôt que terrassé par la maladie, tandis que le Far-West mythique disparaît avec lui.

### Famille
John Wayne a été marié trois fois et est le père de sept enfants :
- 1933-1945 - Mariage avec Joséphine Saenz (1908-2003), dont :
  - Michael Wayne (1934-2003), acteur et producteur,
  - Mary Antonia Wayne LaCava (1936-2000), actrice,
  - Patrick Wayne (né en 1939), acteur,
  - Melinda Wayne Munoz (1940-2022), actrice,
- 1946-1954 - Mariage avec Esperanza Baur (1920-1961), avec laquelle il n'a pas eu d'enfants ;
- 1954-1979 - Mariage avec Pilar Pallete (en) (née en 1928), actrice péruvienne, dont :
  - Linda Assia-Wayne (née en 1956), actrice,
  - Ethan Wayne (en) (né en 1962), acteur,
  - Marisa Wayne (née en 1966), actrice.

Plusieurs des enfants de Wayne sont entrés dans l'industrie du cinéma et de la télévision. Son fils Ethan a été annoncé sous le nom de John Ethan Wayne dans quelques films, et a joué l'un des rôles principaux dans la mise à jour des années 1990 de la série télévisée Adam-12,. Ethan est également apparu dans l'émission Pawn Stars de History Channel pour aider à authentifier des marchandises censées être liées à la carrière de son père. Sa petite-fille Jennifer Wayne, fille d'Aissa, est membre du groupe de musique country Runaway June.

### Mort
En 1964, on diagnostique chez Wayne un cancer du poumon, qu'il attribue aux six paquets de cigarettes qu'il fumait par jour, d'autres rumeurs soupçonnent le site nucléaire de Yucca Flat, proche du plateau de cinéma lors du tournage du film Le Conquérant. Il subit l'ablation d'un poumon en 1964, mais reste présent à l'écran dans des premiers rôles malgré la maladie.
John Wayne apparaît pour la dernière fois en public, le 9 avril 1979 lors de la Cérémonie des Oscars.
D'après son fils Patrick, il se convertit au catholicisme deux jours avant sa mort.
Il meurt d'un cancer de l'estomac le 11 juin 1979 et est enterré au Pacific View Memorial Park de Corona del Mar (Californie), où sa sépulture est régulièrement décorée de drapeaux américains et de chapeaux de cow-boys.

## Convictions et engagement politique

### Convictions
Dans le film Alamo (1960) qu'il produit et réalise, John Wayne, via son personnage Davy Crockett, exprime ses convictions politiques et sa foi en la république. John Wayne/Davy Crockett déclare : 

« République. C'est un nom qui sonne bien, ça veut dire qu'on peut vivre libre, dire ce que l'on veut, aller et venir où l'on veut, boire et prendre une cuite si ça vous chante. Il y a des mots qui font de l'effet. République est un de ces mots, qui me donne des picotements dans les yeux, un serrement de gorge comme quand on voit son premier né commencer à marcher, quand la barbe le pousse à s'enhardir et à prendre le rasoir de son père. Ces mots-là, quand on les prononce, ça vous réchauffe le cœur. République est un de ces mots. »

### Engagement politique
John Wayne, défenseur de l'american way of life, de la destinée manifeste et de l’exceptionnalisme américain, est connu pour ses opinions patriotiques, anticommunistes et conservatrices.
Au XXIe siècle, on met en avant ses déclarations jugées homophobes ou racistes,. Star du Parti républicain, il s'impliqua dans la création de la Motion Picture Alliance for the Preservation of American Ideals, une association américaine de cinéma conservatrice.
S'il n'a pas été incorporé pendant la Seconde Guerre mondiale en raison de son âge et de son statut de soutien de famille, il a toujours soutenu l'effort de guerre américain et a incarné toutes les catégories de soldats américains. En 1968, il produit Les Bérets verts, l'un des rares films américains soutenant l'intervention au Viêt Nam.
En 1964, il soutient la candidature du sénateur Barry Goldwater à la présidence des États-Unis et, en 1968, il est approché pour être le candidat du Parti républicain. Il décline la proposition, au motif qu'il ne pensait pas que les électeurs pourraient envoyer un acteur à la Maison-Blanche. Il est même approché pour être le colistier du candidat dixiecrat, George Wallace. Il ne donne pas suite.
John Wayne fut un ardent soutien de son ami, l'acteur Ronald Reagan, lors de ses candidatures au poste de gouverneur de Californie en 1966 et 1970.

### Tentatives d'assassinats politiques?
Selon l'auteur et historien du cinéma britannique Michael Munn (en) dans son ouvrage John Wayne: the Man Behind the Myth édité en 2003, son engagement anticommuniste lui aurait valu un ordre d'assassinat de la part du dirigeant soviétique Joseph Staline en 1949, dont les services de renseignements effectuèrent plusieurs tentatives.
Deux sont référencées. Deux expatriés ukrainiens sont dépêchés à Los Angeles début 1951, chargés d'éliminer John Wayne dans sa loge au sein des studios Warner. Grimés en policiers, ils trompent la sécurité des lieux en prétendant venir protéger l’acteur d’une menace imminente et espèrent se saisir de l’acteur pour pouvoir l’exécuter. Mais ils échouèrent dans leur mission et furent capturés par le FBI. La seconde tentative doit avoir lieu lors du tournage du western Hondo, l'homme du désert, en 1953, au Mexique. Nikita Khrouchtchev, nouveau secrétaire général du Parti communiste et successeur de Staline, leva cet ordre d'assassinat en 1953 et en informa personnellement John Wayne en 1958.
Cependant, pour l'historien Simon Sebag Montefiore, cette « histoire est basée sur des rumeurs ; ça ressemble à l'humour noir que Staline aimait quand il avait bu. Si elle est vraie, il est difficile d'imaginer pourquoi Wayne a survécu - et pourquoi Khrouchtchev n'a pas utilisé l'anecdote contre Staline dans ses mémoires. »
Munn affirme également que Wayne fut la cible d'un sniper en 1966 lors d'une visite en République du Viêt Nam. Ce dernier déclara que Mao Zedong avait placé une prime sur lui.

### Franc-maçonnerie
John Wayne était franc-maçon, membre de la Marion McDaniel Lodge n°56, située à Tucson (Arizona).

## Distinctions

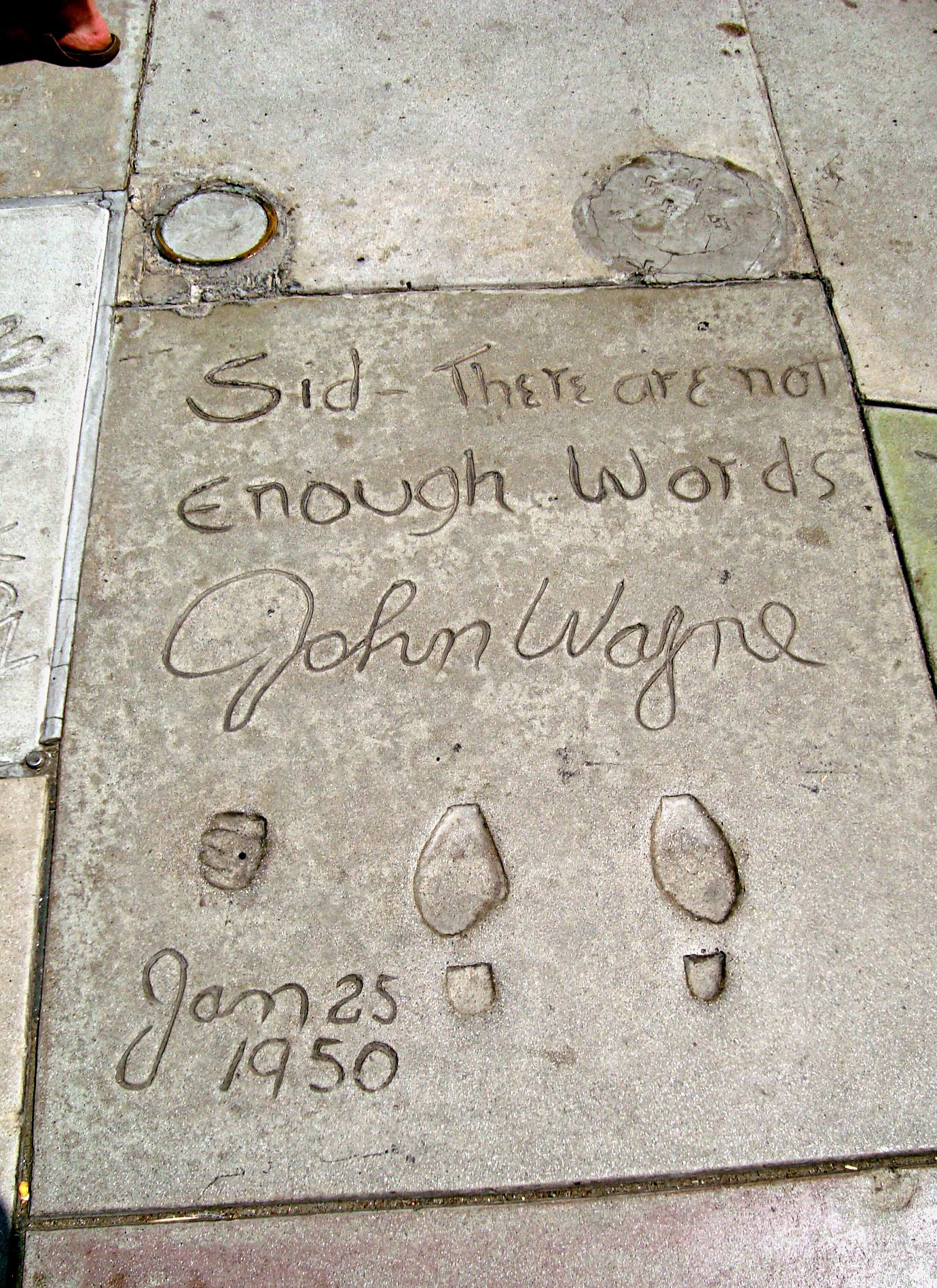
Empreintes du poing gauche et des pieds de John Wayne à l’entrée du Grauman's Chinese Theatre sur Hollywood Boulevard à Los Angeles.

### Récompenses
- Golden Globe 1953 : Henrietta Awards.
- 1966 : Cecil B. DeMille Award pour l'ensemble de sa carrière.
- 1970 : Oscar du meilleur acteur pour Cent Dollars pour un shérif de Henry Hathaway.
- 1970 : Golden Globe du meilleur acteur pour Cent Dollars pour un shérif de Henry Hathaway.
- 1975, 1976, 1977 et 1978 : People's Choice Award de l'acteur de cinéma préféré du public.

### Nominations
- 1950 : nomination à l'Oscar du meilleur acteur pour Iwo Jima d'Allan Dwan.
- 1961 : nomination à l'Oscar du meilleur film (producteur) pour Alamo de John Wayne.

### Décorations
Le 26 mai 1979, le Congrès des États-Unis décerne à John Wayne la médaille d'or du Congrès (plus haute distinction civile qui puisse être accordée à un citoyen). Événement exceptionnel, car cette décoration ne fut décernée que deux fois à des acteurs du cinéma, John Wayne et Francis Albert Sinatra, dit « Frank Sinatra », le 14 mai 1997.
En 1980, le président Jimmy Carter lui décerne à titre posthume la médaille présidentielle de la Liberté.

### Autre hommage
L'aéroport John-Wayne situé à Santa Ana, dans le comté d'Orange en Californie a été nommé ainsi en hommage à l'acteur dès juin 1979, seulement quelques jours après la mort de celui-ci. Une statue de bronze représentant John Wayne, création du sculpteur Robert Summers (en), est érigée dans le hall d'arrivée du terminal Thomas F. Riley de l'aéroport.

## Analyse

### Les partenaires féminines de John Wayne

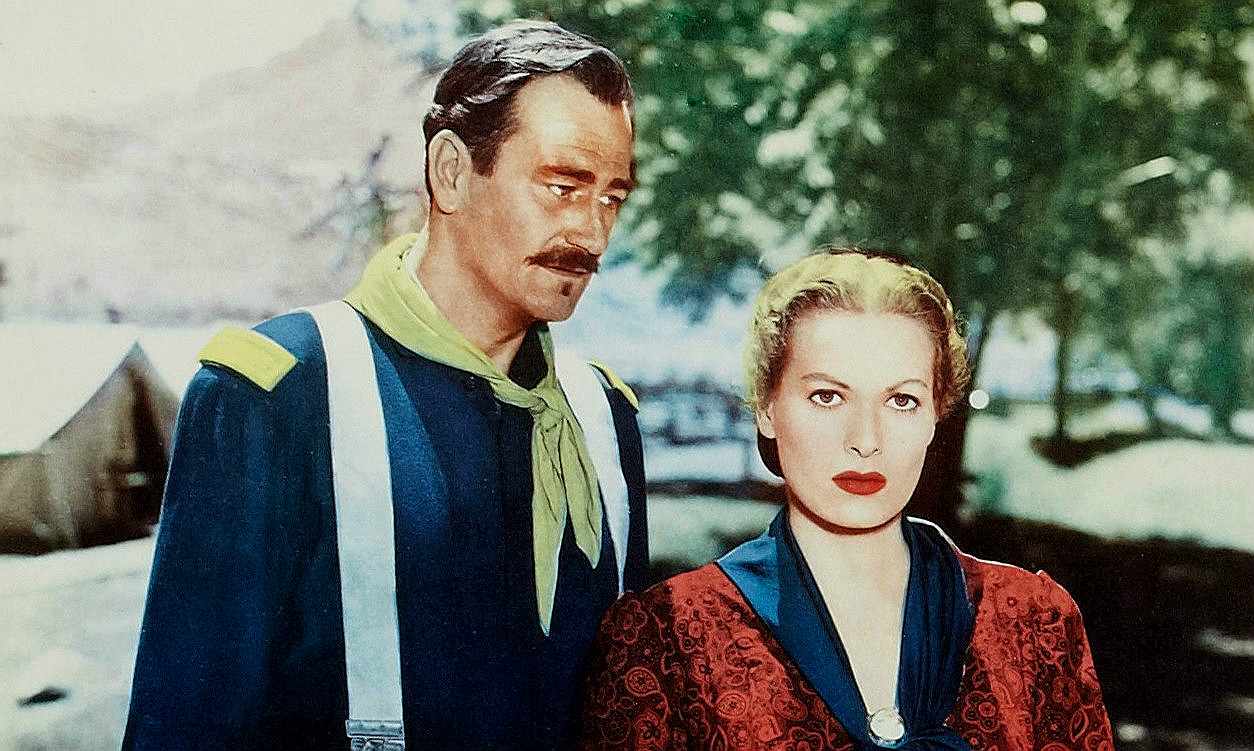
John Wayne et Maureen O'Hara dans Rio Grande (1950).

Associé dès les années 1920, avant ses débuts au cinéma, à la superstar Clara Bow, John Wayne, dès ses débuts à l'écran, lorsque la gloire semble lui sourire, accompagne des stars féminines : Loretta Young, Laura La Plante, Virginia Cherrill. Mais ce n'est qu'après 1939 et La Chevauchée fantastique avec Claire Trevor que sa carrière connaît un véritable essor. Il est ensuite le partenaire de Carole Landis et de Claire Trevor à plusieurs reprises, pour la seconde en 1954 encore (Écrit dans le ciel de William Wellman). Il forme un couple détonnant et récurrent avec Marlene Dietrich.
Wayne a notamment joué avec : Ona Munson (la prostituée Belle Watling dans Autant en emporte le vent), Betty Field, Joan Blondell, Paulette Goddard, Joan Crawford chez Dassin, Jean Arthur, Susan Hayward, Ella Raines (L'amazone aux yeux verts, Ann Dvorak (La Belle de San Francisco), Claudette Colbert (Sans Réserve de Mervyn LeRoy), Gail Russell dans L'Ange et le Mauvais Garçon en 1947 et Le Réveil de la sorcière rouge, Joanne Dru, Patricia Neal, Donna Reed (Un homme pas comme les autres de Michael Curtiz en 1953), Natalie Wood (La Prisonnière du désert) 1956, la star des planches Geraldine Page, Lana Turner, Lauren Bacall, Janet Leigh, Sophia Loren, Eiko Ando (Le Barbare et la Geisha de John Huston en 1958), Angie Dickinson et Elsa Martinelli chez Hawks, la française Capucine chez Hathaway, Katharine Hepburn... Toutes des séductrices confirmées, passent entre les bras du héros après en général de solides échanges verbaux. Ceci montre aussi la variété de la carrière et du talent de John Wayne, souvent occultée par sa réussite dans l'action et notamment le western[réf. nécessaire].
C'est toutefois avec Maureen O'Hara, avec laquelle il a partagé cinq fois l'affiche, que s'impose l'image d'un « couple de cinéma ». Ensemble, ils ont tourné : Rio Grande (1950), L'Homme tranquille (1952), L'aigle vole au soleil (1957), (trois films signés John Ford) ; Le Grand McLintock (Andrew V. McLaglen, 1963), Big Jake (Sherman, 1971). D'elle, John Wayne dira : « C'est le meilleur mec que j'ai jamais connu ». Il dira aussi : « J'ai mené plus de batailles que Napoléon et j'ai gagné plus de guerres que les Allemands. J'ai réussi à prendre des forts imprenables : Corregidor, Fort Apache et...Maureen O'Hara ! »[réf. nécessaire]

## Filmographie

### Cinéma
- 1926 : Tom, champion du stade (Brown of Harvard) de Jack Conway : un joueur de football de Yale (non crédité)
- 1926 : Bardelys le magnifique de King Vidor : un garde (non crédité)
- 1926 : The Great K and A Train Robbery de Lewis Seiler : un invité (non crédité)
- 1927 : The Draw-Back de Norman Taurog : un joueur de football (non crédité)
- 1927 : Le Signal de feu (Annie Laurie) de John S. Robertson : un invité (non crédité)
- 1927 : The Drop Kick de Millard Webb : un joueur de football (non crédité)
- 1927 : Seeing stars de Stephen Roberts : un grand garçon (non crédité)
- 1928 : Maman de mon cœur (Mother Machree) de John Ford : un invité
- 1928 : Les Quatre Fils (Four sons) de John Ford : un officier (non crédité)
- 1928 : A Home-Made Man de Norman Taurog : un homme sur un tabouret (non crédité)
- 1928 : La Maison du bourreau (Hangman's House) de John Ford : un spectateur d'une course de chevaux (non crédité)
- 1928 : L'Arche de Noé (Noah’s Ark) de Michael Curtiz : un invité dans l'innondation (non crédité)
- 1929 : Speakeasy de Benjamin Stoloff : un invité (non crédité)
- 1929 : La Garde noire (The Black Watch) de John Ford : le 42ème montagnard (non crédité)
- 1929 : Words and music de James Tinling : Pete Donahue
- 1929 : Salute de John Ford et David Butler : un aspirant Bill (non crédité)
- 1929 : The Forward Pass de Edward F. Cline : un joueur de football (non crédité)
- 1930 : Hommes sans femmes (Men Without Women) de John Ford : un radioman (non crédité)
- 1930 : Born Reckless de John Ford : un invité (non crédité)
- 1930 : Rough Romance d'A.F. Erickson : un bûcheron (non crédité)
- 1930 : Cheer Up and Smile de Sidney Lanfield : Roy (non crédité)
- 1930 : La Piste des géants (The Big Trail) de Raoul Walsh : Breck Coleman
- 1931 : Girls Demand Excitement de Seymour Felix : Peter Brooks
- 1931 : Three Girls Lost de Sidney Lanfield : Gordon Wales
- 1931 : Arizona de George B. Seitz : Lt. Bob Denton
- 1931 : The Deceiver (en) de Louis King : Richard Thorpe
- 1931 : Le Ranch de la terreur (The Range Feud ou Range Feud) de D. Ross Lederman : Clint Turner
- 1931 : Maker of Men d'Edward Sedgwick : Dusty Rhodes
- 1932 : L'Aigle de la mort (The Shadow of the Eagle) de Ford L. Beebe : Craig McCoy
- 1932 : Texas Cyclone de D. Ross Lederman : Steve Pickett
- 1932 : La Loi du coup de poing (Two Fisted Law) de D. Ross Lederman : Duke
- 1932 : Le Provocateur (Lady and Gent) de Stephen Roberts : Buzz Kinney
- 1932 : The Hurricane Express d'Armand Schaefer, J. P. McGowan : Larry Baker
- 1932 : Duke le rebelle (Ride Him, Cowboy) de Fred Allen : John Drury
- 1932 : La Grande Panique (The Big Stampede) de Tenny Wright : John Steele
- 1932 : That's My Boy de Roy William Neill : Taylor
- 1932 : Le Fantôme de la mine (Haunted Gold) de Mack V. Wright : John Mason
- 1933 : The Telegraph Trail de Tenny Wright : John Trent
- 1933 : La Chevauchée de la gloire (The Three Musketeers) de Colbert Clark & Armand Schaefer : Tom Wayne
- 1933 : Le Signal (Central Airport) de William A. Wellman : le co-pilote de l'épave (non crédité)
- 1933 : Frères dans la mort (Somewhere in Sonora) de Mack V. Wright : John Bishop
- 1933 : La Vie de Jimmy Dolan (The Life of Jimmy Dolan) d'Archie Mayo : Smith
- 1933 : Sa secrétaire privée (His Private Secretary) de Phil Whitman : Dick Wallace
- 1933 : Liliane (Baby face) d'Alfred E. Green : Jimmy McCoy
- 1933 : L'Homme de Monterey (The Man from Monterey) de Mack V. Wright : Capt. John Holmes
- 1933 : Les Cavaliers du destin, alias Le Chevalier du Destin (Riders of Destiny) de Robert N. Bradbury : Sandy Saunders
- 1933 : College Coach de William A. Wellman : un étudiant qui salue Phil (non crédité)
- 1933 : Justice pour un innocent, alias Une sale amitié (Sagebrush Trail) de Armand Schaefer : John Brant
- 1934 : Le Texan chanceux, alias La Mine du Texan (The Lucky Texan) de Robert N. Bradbury : Jerry Mason
- 1934 : À l'ouest des montagnes (West of the Divide) de Robert N. Bradbury : Ted Heyden
- 1934 : Panique à Yucca City (Blue Steel) de Robert N. Bradbury : John Carruthers
- 1934 : L'Homme de l'Utah (The Man from Utah) de Robert N. Bradbury : John Weston
- 1934 : Randy le solitaire (Randy Rides Alone) de Harry L. Fraser : Randy Bowers
- 1934 : Terreur dans la ville (The Star Packer) de Robert N. Bradbury : John Travers
- 1934 : L'Héritage du chercheur d'or (The Trail Beyond) de Robert N. Bradbury : Rod Drew
- 1934 : Le Territoire sans loi (The Lawless Frontier) de Robert N. Bradbury : John Tobin
- 1934 : Sous le soleil d'Arizona (Neath the Arizona Skies) de Harry L. Fraser : Chris Morrell
- 1935 : Texas Terror de Robert N. Bradbury : John Higgins
- 1935 : Rainbow Valley de Robert N. Bradbury : John Valley
- 1935 : The Desert Trail de Lewis D. Collins : John Scott
- 1935 : Le Cavalier de l'aube (The Dawn Rider) de Robert N. Bradbury : John Mason
- 1935 : L'Élixir du docteur Carter (Paradise Canyon) de Carl Pierson : John Wyatt
- 1935 : Les Loups du désert (Westward Ho) de Robert N. Bradbury : John Wyatt
- 1935 : La Frontière impitoyable (The New Frontier) de Carl Pierson : John Dawson
- 1935 : Lawless Range de Joseph Kane : John Middleston
- 1936 : Sur la piste d'Oregon (The Oregon Trail) de Scott Pembroke : Capt. John Delmont
- 1936 : The Lawless Nineties de Joseph Kane : John Tipton
- 1936 : La Rivière écarlate (King of the Pecos) de Joseph Kane : John Clayborn
- 1936 : La Chevauchée solitaire (The Lonely Trail) de Joseph Kane : Capt. John Ashley
- 1936 : La Ville fantôme (Winds of the Wasteland) de Mack V. Wright : John Blair
- 1936 : Les Écumeurs de la mer (Sea Spoilers) de Frank R. Strayer : Bob Randall
- 1936 : Conflit (Conflict) de David Howard : Pat Glendon
- 1937 : Californie... en avant ! (California Straight Ahead!) de Arthur Lubin : Biff Smith
- 1937 : Chasseurs d'images ou Les Lanciers du déserts (I Cover the War), d'Arthur Lubin : Bob Adams
- 1937 : L'Idole de la foule (Idol of the Crowds) d'Arthur Lubin : John Hanson
- 1937 : Le Testament du capitaine Drew (Adventure's End) d'Arthur Lubin : Duke Slade
- 1937 : La Ville du diable (Born to the West) de Charles Barton : Dare Rudd
- 1938 : Pals of the Saddle de George Sherman : Stony Brooke
- 1938 : Guet-apens dans les airs (Overland Stage Raiders) de George Sherman : Stony Brooke
- 1938 : Santa Fe Stampede de George Sherman : Stony Brooke
- 1938 : La Ruse inutile (Red River Range) de George Sherman : Stony Brooke
- 1939 : La Chevauchée fantastique (Stagecoach) de John Ford : Ringo Kid
- 1939 : Les Cavaliers de la nuit (The Night Riders) de George Sherman : Stony Brooke
- 1939 : La Lutte pour le ranch (Three Texas Steers) de George Sherman : Stony Brooke
- 1939 : Le Bandit du Wyoming (Wyoming Outlaw) de George Sherman : Stony Brooke
- 1939 : New Frontier de George Sherman : Stony Brooke
- 1939 : Le Premier Rebelle (Allegheny Uprising) de William A. Seiter : Jim Smith
- 1940 : L'Escadron noir (Dark Command) de Raoul Walsh : Bob Seton
- 1940 : Les Déracinés (Three Faces West) de Bernard Vorhaus : John Phillips
- 1940 : Les Hommes de la mer (The Long Voyage Home) de John Ford : Olsen
- 1940 : La Maison des sept péchés (Seven Sinners) de Tay Garnett : Dan
- 1941 : Suicide ou Crime (A Man Betrayed) de John H. Auer : Lynn Hollister
- 1941 : La Fille du péché ou Ouragan sur la Louisiane (Lady from Louisiana) de Bernard Vorhaus : John Reynolds
- 1941 : Le Retour du proscrit (The Shepherd of the Hills) de Henry Hathaway : Matt Matthews jeune
- 1942 : Lady for a Night de Leigh Jason : Jackson Morgan
- 1942 : Les Naufrageurs des mers du Sud (Reap the Wild Wind) de Cecil B. DeMille : Capt. Jack Stuart
- 1942 : Les Écumeurs (The Spoilers) de Ray Enright : Roy Glennister
- 1942 : Sacramento (In Old California) de William C. McGann : Tom Craig
- 1942 : Les Tigres volants (Flying Tigers) de David Miller : Capt. Jim Gordon
- 1942 : La Fièvre de l'or noir (Pittsburgh) de Lewis Seiler : Pittsburgh Markham
- 1942 : Quelque part en France (Reunion in France) de Jules Dassin : Pat talbot
- 1943 : La Fille et son cow-boy (A Lady Takes a Chance) de William A. Seiter : Duke Hudkins
- 1943 : La Ruée sanglante (In Old Oklahoma) d'Albert S. Rogell : Daniel F. Somers
- 1944 : Alerte aux marines (The Fighting Seabees) d'Edward Ludwig : Lt. Cmdr. Wedge Donovan
- 1944 : L'Amazone aux yeux verts (Tall in the Saddle) d'Edwin L. Marin : Rocklin
- 1945 : La Belle de San Francisco (Flame of Barbary Coast) de Joseph Kane : Duke Fergus
- 1945 : Retour aux Philippines (Back to Bataan) d'Edward Dmytryk : Col. Joseph Madden
- 1945 : La Femme du pionnier (Dakota) de Joseph Kane : John Devlin
- 1945 : Les Sacrifiés (They Were Expendable) de John Ford : Lt. Rusty Ryan
- 1946 : Sans réserve (Without Reservations) de Mervyn LeRoy : Capt. Rusty Thomas
- 1947 : L'Ange et le Mauvais Garçon, alias L'Ange et le mal (Angel and the Badman) de James Edward Grant : Quirt Evans
- 1947 : Taïkoun (Tycoon) de Richard Wallace : Johnny
- 1948 : Le Massacre de Fort Apache (Fort Apache) de John Ford : Capt. Kirby York
- 1948 : La Rivière rouge (Red River) de Howard Hawks et Arthur Rosson : Thomas Dunson
- 1948 : Le Fils du désert (3 Godfathers) de John Ford : Robert Marmaduke Sangster Hightower
- 1948 : Le Réveil de la sorcière rouge (Wake of the Red Witch) d'Edward Ludwig : Capt. Ralls
- 1949 : La Charge héroïque (She Wore a Yellow Ribbon) de John Ford : Capt. Nathan Cutting Brittles
- 1949 : Le Bagarreur du Kentucky (The Fighting Kentuckian) de George Waggner : John Breen
- 1949 : Iwo Jima (Sands of Iwo Jima) d'Allan Dwan : Sgt. John M. Stryker
- 1950 : Rio Grande de John Ford : Lt. Col. Kirby Yorke
- 1951 : Opération dans le Pacifique (Operation Pacific) de George Waggner : Lt. Cmdr. Duke E. Gifford
- 1951 : Les Diables de Guadalcanal (Flying Leathernecks) de Nicholas Ray : Maj. Daniel Xavier Kirby
- 1952 : L'Homme tranquille (The Quiet man) de John Ford : Sean Thornton
- 1952 : Big Jim McLain d'Edward Ludwig : Jim McLain
- 1953 : Un homme pas comme les autres (Trouble Along the Way) de Michael Curtiz : Steve Williams
- 1953 : Aventure dans le Grand Nord (Island in the Sky) de William A. Wellman : Capt. Dooley
- 1953 : Hondo, l'homme du désert (Hondo ou They called him Hondo) de John Farrow : Hondo Lane
- 1954 : Écrit dans le ciel (The High and the Mighty) de William A. Wellman : Dan Roman
- 1955 : Le Renard des océans (The Sea Chase) de John Farrow : Capt. Karl Ehrlich
- 1955 : L'Allée sanglante (Blood Alley) de William A. Wellman : Capt. Tom Wilder
- 1956 : Le Conquérant (The Conqueror) de Dick Powell : Temujin
- 1956 : La Prisonnière du désert (The Searchers) de John Ford : Ethan Edwards
- 1957 : L'aigle vole au soleil (The Wings of Eagles) de John Ford : Frank W. Wead
- 1957 : Les espions s'amusent (Jet Pilot) de Josef von Sternberg : Col. Jim Shannon
- 1957 : La Cité disparue (Legend of the Lost) de Henry Hathaway : Joe January
- 1958 : I Married a Woman de Hal Kanter : Leonard (non crédité)
- 1958 : Le Barbare et la Geisha (The Barbarian and the Geisha) de John Huston : Townsend Harris
- 1959 : Rio Bravo de Howard Hawks : Sheriff John. T. Chance
- 1959 : Les Cavaliers (The Horse Soldiers) de John Ford : Col. John Marlowe
- 1960 :  Alamo (The Alamo) de John Wayne : Col. Davy Crockett
- 1960 : Le Grand Sam (North to Alaska) de Henry Hathaway : Sam McCord
- 1961 : Les Comancheros (The Comancheros) de Michael Curtiz : Capt. Jake Cutter
- 1962 : L'Homme qui tua Liberty Valance (The Man Who Shot Liberty Valance) de John Ford : Tom Doniphon
- 1962 : Hatari ! de Howard Hawks : Sean Mercer
- 1962 : Le Jour le plus long (The Longest Day) de Ken Annakin et Andrew Marton :Lt. Col. Benjamin Vandervoort
- 1962 : La Conquête de l'Ouest (How the West Was Won) de John Ford et Henry Hathaway : Gen. William Tecumseh Sherman
- 1963 : La Taverne de l'Irlandais (Donovan's Reef) de John Ford : Michael Patrick Donovan
- 1963 : Le Grand McLintock (McLintock!) d'Andrew V. McLaglen : George Washington McLintock
- 1964 : Le Plus Grand Cirque du monde (Circus World) d'Henry Hathaway : Matt Masters
- 1965 : La Plus Grande Histoire jamais contée (The Greatest Story Ever Told) de George Stevens : un centurion à la crucifixion
- 1965 : Première Victoire (In Harm's Way) d'Otto Preminger : Rock
- 1965 : Les Quatre Fils de Katie Elder (The Sons of Katie Elder) d'Henry Hathaway : John Elder
- 1966 : L'Ombre d'un géant (Cast a Giant Shadow) de Melville Shavelson : Gen. Mike Randolph
- 1967 : La Caravane de feu (The War Wagon) de Burt Kennedy : Taw Jackson
- 1967 : El Dorado de Howard Hawks : Cole Thornton
- 1968 : Les Bérets verts (The Green Berets) de Ray Kellogg et John Wayne : Col. Mike Kirby
- 1968 : Les Feux de l'enfer (Hellfighters) d'Andrew V. McLaglen : Chance Buckman
- 1969 : Cent Dollars pour un shérif (True Grit) d'Henry Hathaway : Rooster Cogburn
- 1969 : Les Géants de l'Ouest (The Undefeated) d'Andrew V. McLaglen : Col. John Henry Thomas
- 1970 : Chisum d'Andrew V. McLaglen : John Chisum
- 1970 : Rio Lobo de Howard Hawks : Col. Cord McNally
- 1971 : Big Jake de George Sherman et John Wayne : Jacob McCandles
- 1972 : Les Cowboys (The Cowboys) de Mark Rydell : Will Andersen
- 1972 : Cancel My Reservation de Paul Bogart : John Wayne (non crédité)
- 1973 : Les Voleurs de trains (The Train Robbers) de Burt Kennedy : Lane
- 1973 : Les Cordes de la potence (Cahill U. S. Marshal) d'Andrew V. McLaglen : Marshal J.D. Cahill
- 1974 : Un silencieux au bout du canon de John Sturges : McQ
- 1975 : Brannigan de Douglas Hickox : Lt. Brannigan
- 1975 : Une bible et un fusil (Rooster Cogburn) de Stuart Millar : Rooster Cogburn
- 1976 : Le Dernier des géants (The Shootist) de Don Siegel : J.B. Books

### Télévision
- 1952-1969 : The Red Skelton Show (émission télévisée) : Rooster Cogburn & John Wayne (4 épisodes)
- 1955 : I Love Lucy (série télévisée) : John Wayne (1 épisode)
- 1955-1956 : Le Choix de... (série télévisée) : Mike Cronin (épisode 1.10 « John Ford : La Révélation de l'année »)
- 1960 : La Grande Caravane (série télévisée) : Gen. William Tecumseh Sherman (épisode 4.9 « The Colter Craven Story (en) »)
- 1962 : Alcoa Premiere (en) (série télévisée) : un sergent de la marine (1 épisode)
- 1963 : The Dick Powell Show (en) (série télévisée) : John Wayne (1 épisode)
- 1966 : L'Extravagante Lucy (The Lucy Show) (série télévisée) : John Wayne (épisode 5.10 « Lucy Meets John Wayne »)
- 1968 : Rowan & Martin's Laugh-In (émission télévisée) : lui-même (9 épisodes)
- 1974 : Maude (série télévisée) : Duke (1 épisode)
- 1992 : Ça détourne de Michel Hazanavicius, Daniel Lambert et Dominique Mézerette (téléfilm) : MC François, un homme sur un champ de bataille (image d'archives)
- 1993 : La Classe américaine de Michel Hazanavicius et Dominique Mézerette (téléfilm) : George Abitbol, alias « l'homme le plus classe du monde » (image d'archives)

## Voix françaises
En France, Raymond Loyer fut la voix la plus régulière de John Wayne, l'ayant doublé dans pas moins de 44 films. Claude Bertrand l'a également doublé à douze reprises, Jean Martinelli à quatre reprises ou encore Marc Valbel et William Sabatier qui ont doublé l'acteur respectivement dans trois films chacun.
Parmi les autres voix ayant doublé John Wayne, Citons Jean-Claude Michel dans Alerte aux marines, Jacques Erwin dans La Ruée sanglante, Jean Violette dans la série télévisée Le Choix de..., Daniel Sarky dans le second doublage de Retour aux Philippines, Jean-Bernard Guillard dans les scènes supplémentaires de Première Victoire et enfin Marc Alfos dans L'Homme qui tua Liberty Valance à l'occasion du redoublage de 2012.
- Raymond Loyer (*1916 - 2004) dans Le Fils du désert (doublé en 1978), La Prisonnière du désert, Rio Bravo, El Dorado, Rio Lobo, etc.
- Claude Bertrand (*1919 - 1986) dans Les Cavaliers, Alamo, Le Jour le plus long, L'Ombre d'un géant, etc.
- Jean Martinelli (*1909 - 1983) dans Première Victoire, Les Quatre Fils de Katie Elder, Cent Dollars pour un shérif et Une bible et un fusil.
- Marc Valbel (*1907 - 1960) dans La Chevauchée fantastique, La Belle de San Francisco et La Rivière rouge
- William Sabatier (*1923 - 2019) dans Les Sacrifiés (2e doublage), L'aigle vole au soleil et La Conquête de l'Ouest